# اچ‌دی ۱۸۰۴۵۰
اچ‌دی ۱۸۰۴۵۰ یک ستاره است که در صورت فلکی شلیاق قرار دارد.